# Espada de Stalingrado

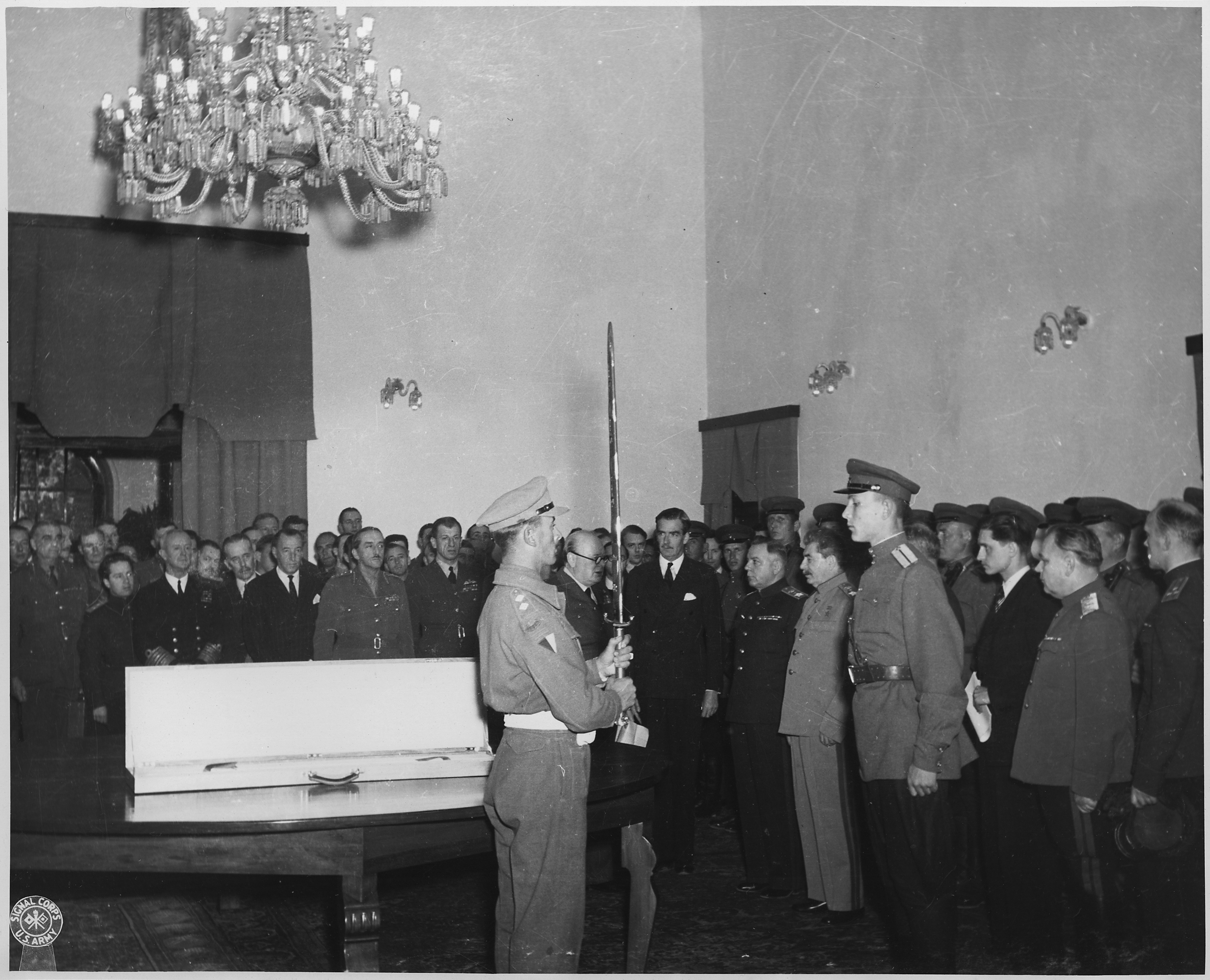
Presentación de la Espada de Stalingrado en la Conferencia de Teherán, noviembre de 1943.

La Espada de Stalingrado es una espada larga engalanada con joyas para uso ceremonial. Fue especialmente forjada y grabada por orden del rey Jorge VI del Reino Unido como homenaje del pueblo británico a los defensores soviéticos de la ciudad durante la batalla de Stalingrado. El 29 de noviembre de 1943 fue presentada al mariscal José Stalin por el primer ministro británico Winston Churchill durante una ceremonia en el transcurso de la Conferencia de Teherán y con la presencia del presidente Franklin D. Roosevelt y una guardia de honor.

## Descripción
Se trata de una espada larga de empuñadura a dos manos, hoja de doble filo, sólido guardamanos de plata y de aproximadamente 120 cm de largo. En la hoja luce un grabado al aguafuerte donde se puede leer en ruso y en inglés:

ГРАЖДАНАМ СТАЛИНГРАДА • КРЕПКИМ КАК СТАЛЬ • ОТ КОРОЛЯ ГЕОРГА VI • В ЗНАК ГЛУБОКОГО ВОСХИЩЕНИЯ БРИТАНСКОГО НАРОДА

TO THE STEEL-HEARTED CITIZENS OF STALINGRAD • THE GIFT OF KING GEORGE VI • IN TOKEN OF THE HOMAGE OF THE BRITISH PEOPLE

(«Al espíritu de acero de los ciudadanos de Stalingrado — Regalo del rey Jorge VI — En señal de homenaje del pueblo británico».)

La empuñadura está encordada con hilo de oro de 18 quilates y su pomo es de cuarzo transparente con una rosa de Inglaterra de oro engastada en la parte superior. Cada uno de los extremos de sus guardamanos de 10 cm están labrados con la forma de una cabeza de leopardo y bañados en oro.
Su hoja de doble filo de 90 cm es lenticular en su zona central y fue forjada a mano con el mejor acero de Sheffield. La vaina está hecha de piel de cordero persa y teñida de carmesí. Algunas fuentes sugieren que se utilizó piel marroquí. La vaina está decorada con las Armas reales y el monograma real en plata dorada con cinco soportes de plata y tres rubíes montados sobre estrellas doradas.
En su tiempo fue considerada como una de las últimas piezas maestras en la forja artesanal de espadas.

## Fabricación
El diseño original fue realizado por Reginald Gleadowe, catedrático de Bellas Artes en la Universidad de Oxford y aprobado por el rey. Una comisión de nueve artesanos expertos provenientes del Goldsmiths' Hall supervisaron la ejecución de los trabajos. La frase en ruso fue aprobada por Sir Ellis Hovell Minns, experto en iconografía eslava y presidente del Pembroke College, Cambridge.
La compañía Wilkinson Sword se encargó de su fabricación bajo las órdenes de los artesanos espaderos Tom Beasley and Sid Rouse, el calígrafo M. C. Oliver y Leslie G. Durbin de la Royal Air Force.El acero para la hoja vino de la compañía Sanderson Brothers and Newbould de Sheffield. Realizar el proyecto completo tomó alrededor de tres meses.

## Presentación
La presentación oficial se realizó mientras los tres grandes líderes de los Aliados (Churchill, Roosevelt y Stalin) tuvieron una reunión en la embajada soviética de Teherán en noviembre de 1943. Este encuentro conocido como la Conferencia de Teherán fue el lugar donde se ultimaron los planes finales para la Operación Overlord.
Con un retraso de tres horas, los principales mandatarios y sus delegaciones reunidos en la gran sala de conferencias de la embajada, junto con una guardia de honor británica y soviética, se alienaron ambos a cada lado de la sala. Winston Churchill, vestido con su uniforme azul de Comodoro de la Royal Air Force, entró en la sala al tiempo que una banda militar soviética tocaba el Dios salve al Rey y la Internacional. Churchill recogió la espada de manos de un teniente y girándose hacía Iósif Stalin declaró: «He recibido la orden de presentar esta espada de honor como muestra de homenaje del pueblo británico». Stalin cogió la espada y besó su funda agradeciéndola en silencio. Él entonces, mostró la espada a Roosevelt que permanecía sentado  el cual examinó la hoja y la mantuvo en alto diciendo: «Realmente ellos tienen un espíritu de acero».
Al final de la ceremonia, Stalin inesperadamente, pasó la espada a uno de sus más viejos y leales comandantes Kliment Voroshilov. A Voroshilov el movimiento le cogió un tanto por sorpresa y la cogió por el lado equivocado, por lo que la espada se deslizó de la vaina y cayó. En lo que los observadores no se ponen de acuerdo es que si la espada llegó a golpear el suelo, el pie de Voroshilov o pudo recogerse a tiempo antes de que cayera.

## Disposición
Antes de su entrega oficial, la espada fue exhibida como un icono religioso alrededor del Reino Unido, incluida la abadía de Westminster. La original está actualmente expuesta en el Museo de la Batalla de Stalingrado, en Volgogrado. Durante la Guerra Fría, la espada regresó a Gran Bretaña para exhibiciones temporales al menos en tres ocasiones. Wilkinson Sword ha fabricado otras tres espadas después de esta y sus localizaciones actuales son:[cita requerida]
- Museo Wilkinson, Sword Centre, Acton (Londres)[cita requerida]
- Museo Nacional Sudafricano de Historia Militar, Johannesburgo[12]
- Una colección privada.[cita requerida]